# Jan-Frans Cantré

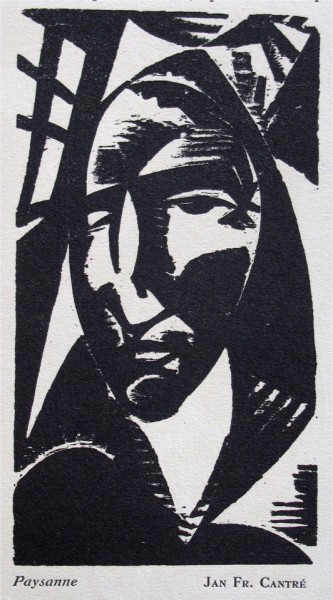
Paysanne, door Jan-Frans Cantré

Jan-Frans Cantré (Gent, 21 juli 1886 - aldaar, 21 december 1931) was een Vlaams kunstenaar. Hij behoorde samen met zijn broer Jozef tot "De Vijf" (met Frans Masereel, Henri Van Straten en Joris Minne) die na de Eerste Wereldoorlog de Vlaamse houtgraveerkunst renoveerden.

## Opleiding en werk
Hij kreeg zijn artistieke opleiding aan de Gentse Academie van 1897 tot 1905. Hij debuteerde oorspronkelijk als impressionistisch schilder, niet vreemd aan de Latemmers. Hij kreeg al tussen 1920 en 1923 bekendheid als houtsnijder met zijn "plannenpenetratie". In 1926 stichtte hij de "Vereniging van Belgische houtsnijders". Later werkte hij zijn expressionistische vormenwereld uit naar een soort folkloristisch anekdotisme. Een voorbeeld hiervan zijn de illustraties in Vlaanderen. Volkskundig leesboek voor de lagere scholen (Groningen: P. Noordhoff, 1931).